# Sarena Lin
Sarena Lin (* 9. Januar 1971 in Taipeh, Taiwan) war von Februar 2021 bis August 2023 Vorständin und Arbeitsdirektorin des DAX-Unternehmens Bayer AG mit Sitz in Leverkusen.

## Leben und Arbeit
Lin studierte Informatik an der Harvard University in Boston und erwarb einen Master-Abschluss in Internationalen Beziehungen sowie einen MBA in Strategie an der Yale University in New Haven.
Ihre berufliche Laufbahn begann 1998 bei McKinsey als Managing Partner in Taipeh und New York. Von 2011 bis 2017 arbeitete sie als Corporate Vice President im Bereich Strategy and Business Development und als President für den Bereich Feed and Nutrition bei Cargill in Minneapolis. 2018 wechselte Lin zu Elanco Animal Health Incorporated, wo sie unter anderem als Mitglied des Executive Committee der Bereiche Transformation und Technology tätig war.
Ab Februar 2021 gehörte Lin dem Vorstand der Bayer AG an. Nach Erica Mann, die 2018 aus dem Unternehmen ausschied, war sie erst die zweite Vorständin der Unternehmensgeschichte und verantwortete die Bereiche Personal und Strategie. Außerdem übernahm sie die Position der Arbeitsdirektorin, die vorher der Vorstandsvorsitzende Werner Baumann bekleidet hatte. Damit war sie Personalchefin von 100.000 Mitarbeitenden. Sie sollte in dieser Position den Abbau von rund 12.000 Stellen umsetzen, den der Konzern 2020 angekündigt hatte. Nachdem schon mit dem Aufsichtsrat vereinbart war, dass ihr Vertrag nicht über den Januar 2024 hinaus verlängert werden sollte, legte sie ihr Amt ohne Angabe von Gründen bereits zu Ende September 2023 nieder. Ihre Nachfolgerin wurde die langjährige Bayer-Mitarbeiterin Heike Prinz.
Sarena Lin gehört seit dem 15. Februar 2023 dem Aufsichtsrat von Siemens Healthineers an.
Sie besitzt die taiwanesische und die US-amerikanische Staatsangehörigkeit, ist mit einem Deutschen verheiratet und hat eine Tochter.